# Lekë Dukagjini
Lekë al III-lea Dukagjini (n. 1410, Principatul Dukagjini⁠(d), Albania – d. 1481), cunoscut mai ales ca Lekë Dukagjini, a fost un membru al nobilimii albaneze din secolul al XV-lea, din familia Dukagjini. Contemporan cu Skanderbeg, Dukagjini este cunoscut pentru Kanuni i Lekë Dukagjinit, un cod de legi instituit printre triburile din nordul Albaniei. Se consideră că Dukagjini s-a născut în Lipljan, Kosovo.

## Biografie
Principatul Dukagjini s-a întins din nordul Albaniei până în Kosovoul modern. Partea de vest a Kosovoului, denumită uneori Rrafshi i Dukagjinit sau Dukagjin, își trage numele de la familia Dukagjini. Până în 1444 a avut drept de pronoia (un fel de vameș) al lui Koja Zaharia⁠(d). El a preluat ținutul de la tatăl său, prințul Pal al II-lea Dukagjini în 1446, care se pare că ar fi murit de apoplexie.
Dukagjini a luptat sub comanda lui Skanderbeg împotriva otomanilor în ultimii doi ani ai legendarului război al lui Skanderbeg. În vremuri de pace, ei au luptat și unul împotriva celuilalt, deoarece loialitățile albanezilor s-au schimbat des în acea perioadă a istoriei lor. Lekë Dukagjini a organizat o ambuscadă și l-a ucis pe Lekë Zaharia Altisferi, prințul cetății Dagnum⁠(d). Cei doi prinți au avut o dispută cu privire la cine ar trebui să se căsătorească cu Irene Dushmani⁠(d). Irene a fost singurul copil al lui Lekë Dushmani, prințul de Zadrima⁠(d). În 1445, prinții albanezi au fost invitați la nunta surorii mai mici a lui Skanderbeg, Mamica, care era căsătorită cu Muzaka Thopia. Irene a apărut la nuntă și au început ostilitățile. Dukagjini a rugat-o pe Irene să se căsătorească cu el, dar Zaharia, beat, a văzut acest lucru și l-a agresat pe Dukagjini. Unii prinți au încercat să oprească lupta, însă și mai mulți oameni au fost implicați, astfel că au murit mai mulți până la stabilirea păcii. Niciunul dintre cei doi antagoniști nu a suferit vreo vătămare fizică, dar după eveniment Dukagjini a fost umilit moral. Doi ani mai târziu, în 1447, într-un act de răzbunare, Dukagjini a organizat o ambuscadă și l-a ucis pe Zaharia. Cu toate acestea, documentele venețiene originale contrazic această relatare arătând că această crimă a avut loc în 1444. Conform cronicarului venețian Stefano Magno,⁠(d) Nicholas Dukagjin, vasalul lui Zaharia, a fost cel care l-a ucis pe Lekë Zaharia în luptă, nu Lekë, așa cum a afirmat Marin Barleti⁠(d).
Cu toate acestea, moartea lui Zaharia și-a lăsat principatul său fără succesor, ceea ce a făcut ca mama sa să predea cetatea Albaniei Venețiene, o posesiune a Republicii Venețiene. Când Skanderbeg a încercat (fără succes) să captureze Dagnum⁠(d) în 1447, a declanșat Războiul Albano-Venețian (care a ținut doi ani). În martie 1451, Lekë Dukagjini și Božidar Dushmani au plănuit să atace Drivastul⁠(d) controlat de Veneția. Complotul lor a fost descoperit și Božidar a fost forțat să plece în exil. În 1459, forțele lui Skanderbeg au capturat cetatea Sati de la Imperiul Otoman, iar Skanderbeg a cedat-o Veneției pentru a-și asigura o relație cordială cu Signoria înainte de a-și trimite trupele în Italia pentru a-l ajuta pe regele Ferdinand să-și recâștige și să-și mențină regatul după moartea regelui Alfonso al V-lea al Aragonului. Înainte ca venețienii să preia controlul asupra lui Sati, Skanderbeg a capturat-o și zona înconjurătoare, alungând pe Lekë Dukagjini și forțele sale, pentru că s-a opus lui Skanderbeg și a distrus Sati înainte de a fi preluat de venețieni.
Dukagjini a continuat să lupte cu succes limitat împotriva Imperiului Otoman, continuând ca lider al Ligii de la Lezha după moartea lui Skanderbeg, până în 1479. Uneori, forțele sale s-au unit cu venețienii cu binecuvântarea Papei.

## Moștenire

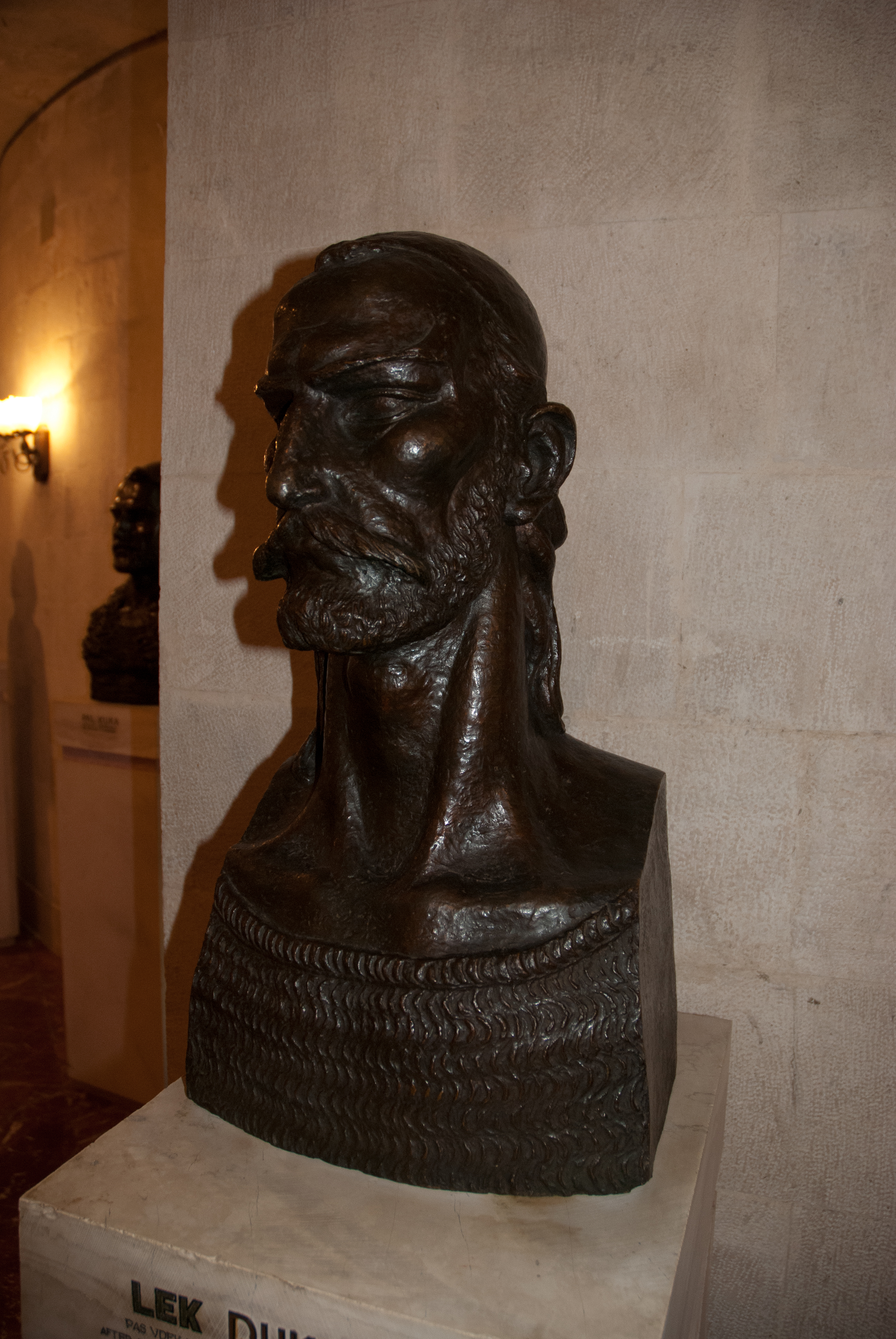

Legea lui Lek Dukagjini (kanun) a fost numită după Lekë Dukagjini, care a codificat legile cutumiare din munții albanezi. Cu toate că cercetătorii istoriei și obiceiurilor Albaniei se referă de obicei la textul lui Gjeçovi ca fiind singura versiune existentă care este necontestată și scrisă de Lekë Dukagjini, acest lucru este de fapt incorect. Textul lui Kanuni, adesea contestat și cu multe interpretări diferite, care au evoluat semnificativ începând cu secolul al XV-lea, este cel care a fost numit după Dukagjini. În timp ce îl identifică pe Skanderbeg drept „prințul dragon” care a îndrăznit să lupte împotriva oricărui inamic, cronicile îl înfățișează pe Dukagjini drept „prințul înger” care, cu demnitate și înțelepciune, a asigurat continuitatea identității albaneze.
Setul de legi a fost activ pus în practică pentru o lungă perioadă de timp, dar nu a fost adunat și codificat decât la sfârșitul secolului al XIX-lea de către Shtjefën Gjeçovi. Cele mai infame legi ale lui Kanuni sunt cele care reglementează răzbunarea sângelui. Răzbunările de sânge au apărut din nou în Albania (și de atunci s-au răspândit în alte părți ale Albaniei și chiar și la expatriați din străinătate) după căderea comunismului la începutul anilor 1990, fiind scoase în afara legii mulți ani în timpul regimului lui Enver Hoxha și au fost limitate de frontierele relativ închise.
Campaniile militare ale lui Dukagjini împotriva otomanilor au avut un succes limitat; de asemenea, i-a lipsit capacitatea lui Skanderbeg de a uni țara și poporul albanez. Loialitatea s-a clătinat și s-a spulberat, trădările au fost tot mai dese, iar Albania a căzut complet sub jugul otoman până la sfârșitul secolului al XV-lea.

## Vezi si
- Asediul de la Shkodër
- Familia Dukagjini